# 1UP

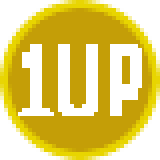
以达到游戏要求或取得特定道具等方式获得1条额外生命：1up

1UP是电子游戏中，尤其是动作游戏中的一个常见的术语。它是一个表示增加一次游戏机会的符号。在玩家中，通常称为“奖命”或「補隻」;「加台」。大陆部分地区称作“加车”。一般玩家在得到一定的分数或者特殊物品时获得的奖励。